# Dilhani Lekamge
Nadeesha Dilhani Lekamge, née le 14 janvier 1987 à Eheliyagoda (Province de Sabaragamuwa, Sri Lanka), est une lanceuse de javelot srilankaise.

## Jeunesse
Originaire de la province de Sabaragamuwa, elle fait ses études au Mahinda College de Eheliyagoda.

## Carrière
En 2017, aux Championnats d'Asie qui se déroule à Bhubaneswar, elle termine sur la deuxième marche du podium avec un lancer à 58,11 m (son record personnel), derrière la Chinoise Li Lingwei (63,06 m).
En avril 2018, son entraîneur de toujours, A. J. Rodrigo, meurt. À la suite de ce décès, elle met une pause à ses entraînements et finit par les reprendre avec la fille de son ancien entraîneur, Anuradha Rodrigo. Peu après, elle participe aux essais pour les Jeux asiatiques et, avec un jet à 58,41 m, elle se qualifie pour les Jeux du Commonwealth de 2018 à Gold Coast. Là, elle termine 5e du lancer du javelot avec un troisième jet à 56,02 m, loin derrière les 68,92 m de la médaillée d'or, l'Australienne Kathryn Mitchell.
En 2023, Dilhani Lekamge termine 3e des championnats d'Asie avec un lancer à 60,93 m, un nouveau record national.
Aux Jeux asiatiques elle obtient l'argent avec un nouveau record à 61,57 m, s'inclinant devant l'Indienne Annu Rani .
Elle est également 8 fois championne du Sri Lanka entre 2009 et 2023.
Elle est nommée porte-drapeau de la délégation du Sri Lanka aux Jeux olympiques d'été de 2024 avec le joueur de badminton Viren Nettasinghe.

## Vie privée
Elle fait partie du 4e Corps Féminin de l'armée srilankaise, armée qu'elle a rejoint en 2006.

## Palmarès
| Année | Compétition          | Lieu        | Place | Marque  |
| ----- | -------------------- | ----------- | ----- | ------- |
| 2013  | Championnats d'Asie  | Pune        | 8e    | 50,98 m |
| 2016  | Jeux sud-asiatiques  | Guwahati    | 4e    | 52,17 m |
| 2017  | Championnats d'Asie  | Bhubaneswar | 2e    | 58,11 m |
| 2018  | Jeux du Commonwealth | Gold Coast  | 5e    | 56,02 m |
| 2023  | Championnats d'Asie  | Bangkok     | 3e    | 60,93 m |
| 2023  | Jeux asiatiques      | Hangzhou    | 2e    | 61,57 m |

## Record personnel
| Épreuve          | Performance | Lieu     | Date            |
| ---------------- | ----------- | -------- | --------------- |
| Lance du javelot | 61,57 m     | Hangzhou | 12 juillet 2023 |